# هالگارتن (پفالتس)
هالگارتن (به آلمانی: Hallgarten) یک شهر در آلمان است که در باد کرویتسناخ واقع شده‌است. هالگارتن ۷۷۸ نفر جمعیت دارد.